# Tillandsia streptocarpa
Tillandsia streptocarpa es una especie de planta epífita dentro del género  Tillandsia, perteneciente a la  familia de las bromeliáceas. Es originaria de Bolivia, Perú, Argentina, Paraguay, y Brasil.

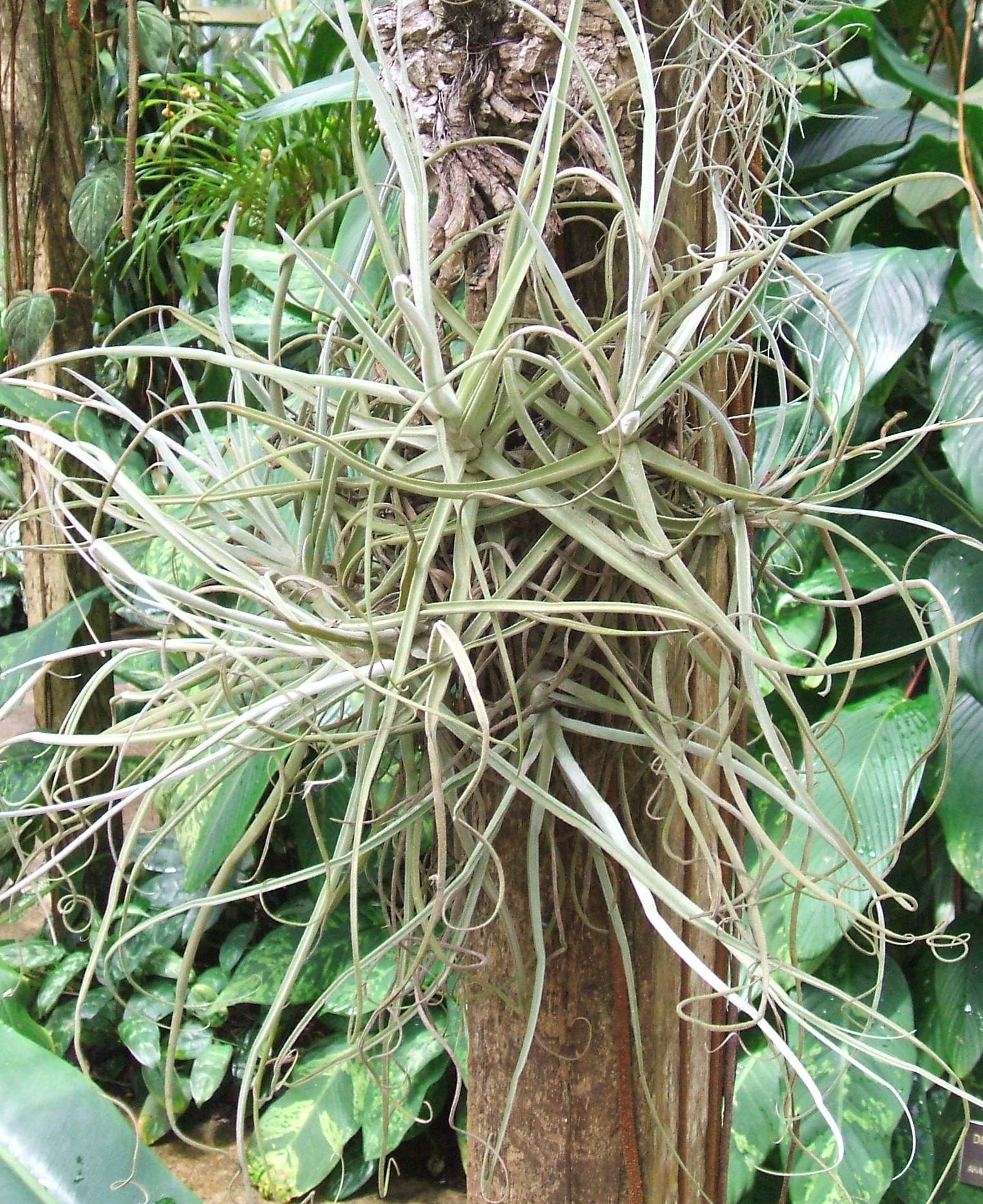
En Marie Selby Botanical Gardens, Sarasota, Florida, USA

## Cultivares
- Tillandsia 'Blue Moon'[3]
- Tillandsia 'Pacific Blue'[3]
- Tillandsia 'Van Der Mollis'[3]

## Taxonomía
Tillandsia streptocarpa fue descrita por John Gilbert Baker y publicado en Journal of Botany, British and Foreign 25: 241. 1887.
Etimología
Tillandsia: nombre genérico que fue nombrado por Carlos Linneo en 1738 en honor al médico y botánico finlandés Dr. Elias Tillandz (originalmente Tillander) (1640-1693).
streptocarpa: epíteto latíno que significa  "con la fruta torcida"
Sinonimia
- Tillandsia apoloensis Rusby
- Tillandsia bakeriana Britton
- Tillandsia condensata Baker
- Tillandsia duratii subsp. streptocarpa (Baker) Halda
- Tillandsia soratensis Baker[6][7]